# In the Name of a Freedom
In the Name of a Freedom – "bootleg" – potrójny album zawierający trzy koncerty grupy Henry Cow z Robertem Wyattem z 1975 r.
- Nagrania dokonane zostały w Londynie, Rzymie i Paryżu w czasie tury koncertowej promującej album In Praise of Learning.
- Tournée rozpoczęło się w Paryżu nagranym koncertem w Theatre Champs Elysees.
- Przez następnych 10 miesięcy grupa Henry Cow – już bez Roberta Wyatta – koncertowała w Szwecji, Szwajcarii, Francji, Danii, Norwegii, Finlandii, Belgii, Holandii i Hiszpanii.
- Zasadniczo wszystkie trzy koncerty są prawie takie same, gdyż zawierają te same utwory. Jednak każdy z tych koncertów jest inny, gdyż podstawowymi cechami artyzmu Henry Cow były sztuka improwizacji i elastyczność.
- Największym problemem tego wydawnictwa jest poziom nagrania czyli jakość dźwięku. Jest on dobry – prawie na pewno nagrania dokonane zostały przez kogoś z publiczności a nie przy stole mikserskim.

## Spis utworów
- Henry Cow featuring Robert Wyatt – In the Name of a Freedom

Dysk 1
1.Beautiful as the Moon: Terrible as an Army with Banners
- Nirvana for Mice – Ottawa Song – Gloria Gloom – Ruins
2.Muddy Mouse (a)
- Solar Flares – Muddy Mouse (b) – 5 Black Notes and 1 White Note
- Muddy Mouse (c) - Muddy Mouth
3.Improvisation
4.Bad Alchemy
- Little Red Riding Hood Hits the Road
Dysk 2
1.Living in the Heart of the Beast
2.Beautiful as the Moon: Terrible as an Army with Banners
- Nirvana for Mice – Ottawa Song – Gloria Gloom
- Ruins – Moon Reprise
3.Muddy Mouse (a)
- Solar Flares – Muddy Mouse (b) – 5 Black Notes and 1 White Note
- Muddy Mouse (c) – Muddy Mouth
4.Bad Alchemy
- Little Red Riding Hood Hits the Road
Dysk 3
1.Living in the Heart of the Beast
2.Muddy Mouse (a)
- Solar Flares – Muddy Mouse (b) – 5 Black Notes and 1 White Note
- Muddy Mouse (c) – Muddy Mouth
3.Improvisation
4.Bad Alchemy
- Little Red Riding Hood Hits the Road
5.Living in the Heart of the Beast
6.We Did It Again

## Muzycy
- Grupa Henry Cow oraz Robert Wyatt

Dagmar Krause – wokal, pianino
Lindsay Cooper – flet, obój, fagot
Tim Hodgkinson – organy, klarnet, saksofon altowy
Fred Frith – gitara, skrzypce, ksylofon, pianino
John Greaves – gitara basowa, pianino
Chris Cutler – perkusja
Robert Wyatt – wokal, pianino

## Miejsce i daty nagrań
- Dysk 1 – Dysk 2.1

New London Theater, Londyn, Anglia. 21 maja 1975
- Dysk 2.2 – Dysk 3.1

Piazza Navona, Rzym, Włochy. 27 czerwca 1975
- Dysk 3.2 – 6

Théâtre des Champs Élysées, Paryż, Francja. 8 maja 1975